# Сэмбо (мультфильм)
«Сэмбо» — советский кукольный мультфильм 1976 года. Снят в ТО «Экран» по мотивам пьесы Юрия Елисеева.
В фильме принимали участие актёры Воронежского театра кукол. Автор текста песен — Михаил Пляцковский.

## Сюжет
Сэмбо – это сын одной антилопы, которая жила в джунглях. Она всегда очень заботилась о своём малыше, поэтому предупреждала его о всяческих опасностях, которые могут преследовать его в джунглях. Самый грозный и страшный зверь для Сэмбо – это лев, так сказала мама. Сэмбо ещё очень мал, поэтому захотел пойти и посмотреть, кто же такой лев, и почему его все боятся. Местный шакал пообещал Сэмбо показать льва и предложил показать дорогу. Хорошо, что собачка и обезьянки, которые услышали всё это, решили вовремя спасти маленького сына антилопы от беды. Если бы не они, то Сэмбо мог угодить в лапы льва или зубы ужасного крокодила.

## Съёмочная группа
- Автор сценария: А. Добрович
- Режиссёр: Ольга Розовская
- Художник-постановщик: Левон Хачатрян
- Оператор: Евгений Туревич
- Автор текста песен: Михаил Пляцковский
- Звукооператор: Виталий Азаровский
- Монтажёр: Нина Бутакова
- Редактор: Е. Ходина

Съёмочная группа приведена по титрам мультфильма.